# Boufféré
Boufféré foi uma comuna francesa na região administrativa da Pays de la Loire, no departamento de Vendéia. Estendia-se por uma área de 16,55 km². Em 2010 a comuna tinha 2 922 habitantes (densidade: 176,6 hab./km²).
Em 1 de janeiro de 2019, passou a formar parte da nova comuna de Montaigu-Vendée.